# 1929年希伯伦大屠杀
1929年希伯伦大屠杀（阿拉伯語：ت مذبحة الخليل عام 1929），是发生在1929年8月24日的一場屠殺事件，地点位于英属巴勒斯坦托管地的城市希伯伦。67名犹太人（包括23名大学生）被阿拉伯人杀害，58人受伤，其中，數十人重傷甚至致殘。

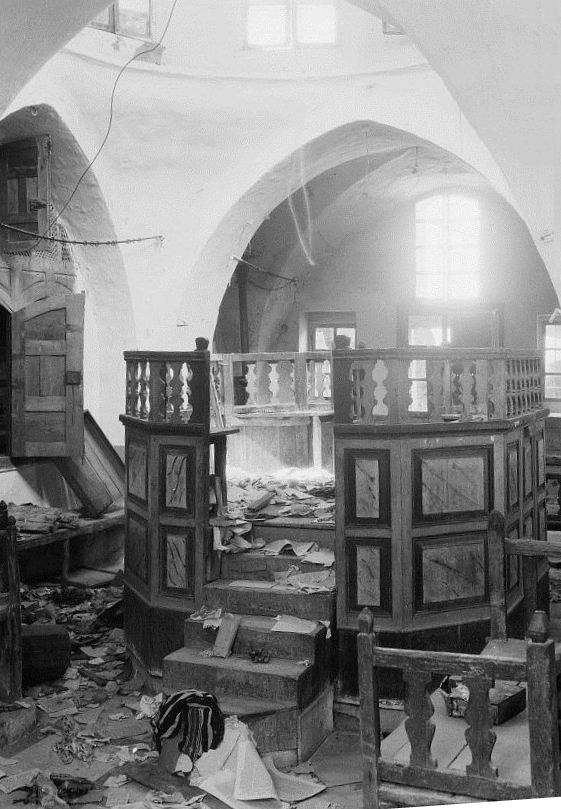
暴动中被毁坏的犹太會堂

猶太人的家園被掠奪，猶太會堂被洗劫一空。倖存的435位猶太人大都躲在當地阿拉伯家庭中。暴動後，英國當局疏散所有希伯倫的猶太人。1931年部分猶太人回到當地生活，但在1936-1939年巴勒斯坦發動第一次大規模反對猶太人的行動後，英國政府決定遷走所有希伯倫城附近的猶太人，避免爆發另一次屠殺。
1929年希伯倫大屠殺是1929年巴勒斯坦暴動的許多事件之一，暴動中共有133位猶太人及110位阿拉伯人喪生，此暴動也迫使猶太人撤離希伯倫這個他們生活了幾世紀的家。

## 背景

### 緊張局勢
希伯倫城在伊斯蘭教及猶太教中具有極特殊的意義，它是列祖之墳-麥比拉洞的所在地。1929年人口約有2萬左右，大部分是阿拉伯穆斯林；猶太社區約有700人，小部分住在希伯倫市中心，大部分住在市郊。猶太社區的組成可分為新移入的阿什肯納茲猶太人和已在此居住幾世紀以上的塞法迪猶太人。虽然最早定居的阿什肯納茲猶太人已在此生活大约一个世紀，但他们当中很大一部分，特别是后面遭到屠杀的人，是出生于欧洲和美洲的新移民。
這兩個猶太派系各自有獨立的學校，到各自的猶太會堂祈禱，並且不通婚。塞法迪猶太人說阿拉伯語，著阿拉伯服飾且良好的與當地融合；反觀阿什肯納茲猶太人，他們上正統猶太神學院，維持著「外國人」的方式生活，讓阿拉伯人覺得他們非常難相處且對他們有許多的誤解。
1917年貝爾福宣言，讓巴勒斯坦的阿拉伯及猶太社區間的緊張情勢更升溫。穆斯林對猶太人的敵意在貝爾福宣言後轉而針對反猶太復國主義。
雖然檯面下情勢緊張，但大致上希伯倫的穆斯林及猶太人仍維持著幾世紀以來的和平關係，1920年和1921年在其它區域發生的暴動對希伯倫的猶太人都沒有影響。
1929年8月中旬，數百名猶太復國主義者遊行到位於耶路撒冷的西牆，高舉著猶太國旗並喊著口號，西牆我們的。激進份子開始散播對猶太人不利的謠言，像是猶太青年攻擊阿拉伯人、詛咒穆罕默德等不實傳言。隔天，煽動情緒的佈道將數百名穆斯林聚集在西牆，燃燒猶太祈禱書並打傷害神職人員 。這場暴動很快蔓延到城裡的猶太商業區，8月17日，一名猶太青年被刀刺死。當局未能平息暴動。8月23日，猶太人將攻擊阿克薩清真寺的謠言四處傳播，被煽動的阿拉伯人開始攻擊耶路撒冷舊城的猶太人。當天的第一起命案發生在猶太區梅阿謝阿里姆，兩三個阿拉伯人路過該區的時候被殺。猶太人在耶路撒冷屠殺阿拉伯人的謠言在晚上來到了希伯倫。Hillel Cohen將阿拉伯人的死栽贓給一個猶太警察。

### 哈加納試圖保護
前哈加納成員，巴魯克凱汀克（Baruch Katinke）表示：“當時，上級要我們派10到12個戰士去保護希伯倫的猶太人。”8月20日半夜，一組人馬前往希伯倫會見猶太社區領袖-以利以謝丹斯洛寧（Eliezer Dan Slonim）。凱汀克說：“斯洛寧堅持他們不需要任何保護，因為他與當地阿拉伯人的關係非常良好，並且他相信a'yan（阿拉伯名人）會保護猶太人，哈加納的出現反而會被阿拉伯人視為一種挑釁。”哈加納小組的到來很快就被警方發現，警司雷蒙卡費拉塔（Raymond Cafferata）命令他們回去耶路撒冷。小組留了兩個人在斯洛寧家，但隔天他們也被斯洛寧要求回去耶路撒冷。

### 希伯倫的警力
希伯倫的警察部隊由巴勒斯坦警察隊的警司卡費拉塔（Raymond Cafferata）指揮，部隊由2名阿拉伯官員和40名警察組成，其中只有一個人是猶太人，部隊成員大部分較為年長且體能狀況不佳。卡費拉塔在事後表示，他是城裡唯一駐紮的英國官員，而且他要求的增援遲遲未到，在這種條件下要控制住情勢是不可能的。
24日上午，當地一群阿拉伯武裝分子前往耶路撒冷支援，使希伯倫警方大大鬆了一口氣；然而，同時間大量的農民卻從附近村莊湧入希伯倫。

## 暴動來襲之前
8月23日星期五下午，在聽到耶路撒冷暴動的報導後，700多名阿拉伯人聚集在市中心的巴士站準備前往耶路撒冷。警司卡費拉塔試圖安撫他們預防勢態惡化，並要求英國當局增援到希伯倫。拉比雅各優素斯洛寧（Yaakov Yosef Slonim）在猶太人被用石塊攻擊之後要求警方保護，卡費拉塔隨即安排了一個巡邏隊到猶太區，並指示猶太人留在家裡，他則試圖驅散人群。
在下午4:00左右，石頭開始砸進猶太人的家。希伯倫神學院被攻擊，一個學生被暴民攻擊並刺死。同時在大樓裡還有另一名司事，他因為躲在井裡而逃過一劫。幾個小時後卡費拉塔試著要求當地鄉長（mukhtar）維持秩序，但他們告訴他，穆夫提（伊斯蘭教法說明官）要他們對猶太人在耶路撒冷屠殺阿拉伯人的事件採取報復行動，不然會被罰錢。卡費拉塔要他們回到各自的村子，當晚上他在辦公室過夜以備動亂發生。

## 進攻

### 暴動和殺戮

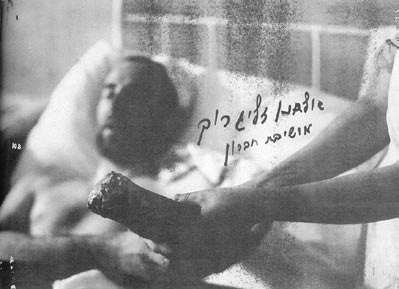
Elhanan Zelig Roch,希伯倫神學院的學生，在襲擊中失去一隻手

8月24日星期六上午約8點30分，一大群手持棍棒、斧頭和刀的阿拉伯人在街頭發起第一波針對猶太人住處的攻擊，先被鎖定的是在大馬路旁的猶太大房子。暴徒闖進房子，兩個小男孩當場斃命，卡費拉塔在現場下令向暴民開槍，並親手槍殺兩名攻擊的阿拉伯人。儘管有些暴民被驅散，剩下的仍設法衝出封鎖線，喊著「衝進猶太區!」援軍沒有及時趕到，這情勢是無法收拾的原因。
許多倖存者聽到阿拉伯人威脅要“瓜分”猶太女人；阿拉伯人告訴他們的猶太鄰居“今天會是場大屠殺”。早上還一起喝茶的阿拉伯鄰居朋友，到了下午卻成了劊子手。
生還者Aharon Reuven Bernzweig說，“早上8點左右，我們聽到了尖叫聲，阿拉伯人開始闖入猶太人的家。慘叫聲劃破天空。我們不知道該怎麼辦……他們一戶殺過一戶，殺死房子裡每一個人，慘叫聲非常可怕。人們哭著求助，但我們能做什麼？”
在第一個受害者的消息傳出不久後，40人躲到以利以謝丹斯洛寧（Eliezer Dan Slonim）家。他是希伯倫拉比的兒子，同時是市議會成員及盎格魯-巴勒斯坦銀行的董事，與英國和阿拉伯人有非常良好的關係，避難者相信斯洛寧家是安全的。暴徒說，只要斯洛寧交出阿什肯納茲猶太人的神學院學生，他們可以放過塞法迪猶太人。斯洛寧拒絕，並說：“我們都是一家人”，於是他與妻子及4歲的兒子立刻被槍殺。
現在的希伯來記者認為，暴徒是針對猶太復國主義來進行屠殺。四分之五的受害者是阿什肯納茲猶太人，即使有些已經與當地有很深淵源；還有十幾個塞法迪猶太人和馬格里布猶太人也被殺害。一個瘸腿的藥師，就算已經為猶太人和阿拉伯人服務了40幾年，他和他的家人一樣被打死；女兒被強姦後殺害，妻子的手被砍斷。

#### 警司雷蒙卡費拉塔的陳述
大屠殺後，卡費拉塔的證詞：
尖叫聲從房間傳出來，我穿過通道走了過去，看到一個阿拉伯人用刀在砍孩子的頭，他已經打死那孩子了，想進一步把頭砍下來。他試圖攻擊我但是失手了，他幾乎貼到我的槍口，我朝他的下腹開了一槍。在他背後有個滿身是血的猶太女人與一個男人，我認出那男人是雅法來的阿拉伯警員，他拿著一把匕首站在女人的屍體旁邊。看到我以後他跑進一個房間，試圖把我關在門外，並用阿拉伯語喊著，“長官，我是警察啊！”……我進入房間並向他開槍。

#### 雅各約瑟夫斯洛寧的陳述

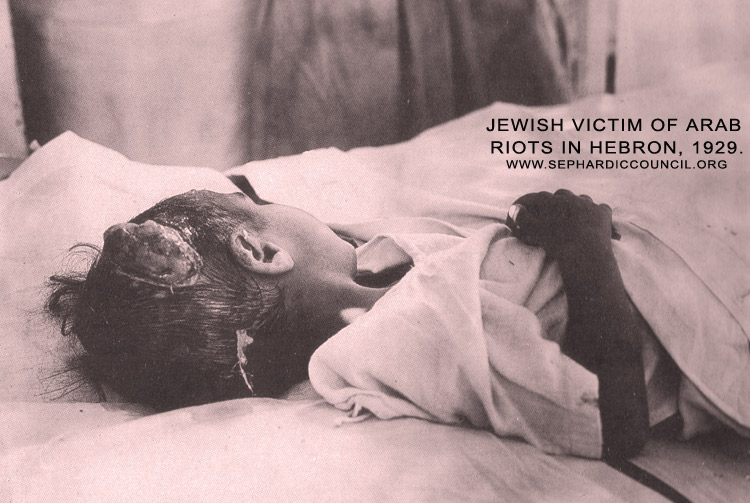
阿拉伯暴亂中的猶太受害兒童

拉比雅各約瑟夫斯洛寧（Jacob Joseph Slonim）是希伯倫阿什肯納茲猶太人的首席拉比。有個阿拉伯熟人告訴他暴民即將去攻擊學校，他尋求區民政事務官阿杜拉卡度的保護，但事務官拒絕見他。在街上的攻擊事件發生後，他轉向警察局長求助，但警司卡費拉塔拒絕幫忙，並告訴他：“這是猶太人應得的，誰叫你們是所有麻煩的源頭。”隔天早上，斯洛寧再次要求區民政事務官採取預防措施，但他們說，“沒什麼好擔心的，有大量的警力在待命。去安撫猶太居民吧。“兩個小時後，被煽動的暴徒開始闖入猶太人的家並大喊“殺死猶太人”。大屠殺持續了一個半小時，在人都死光了警方才開始採取行動，警察對空鳴槍後立即驅散了人群。而斯洛寧被一個友善的阿拉伯人所救。 

### 搶劫，破壞和褻瀆

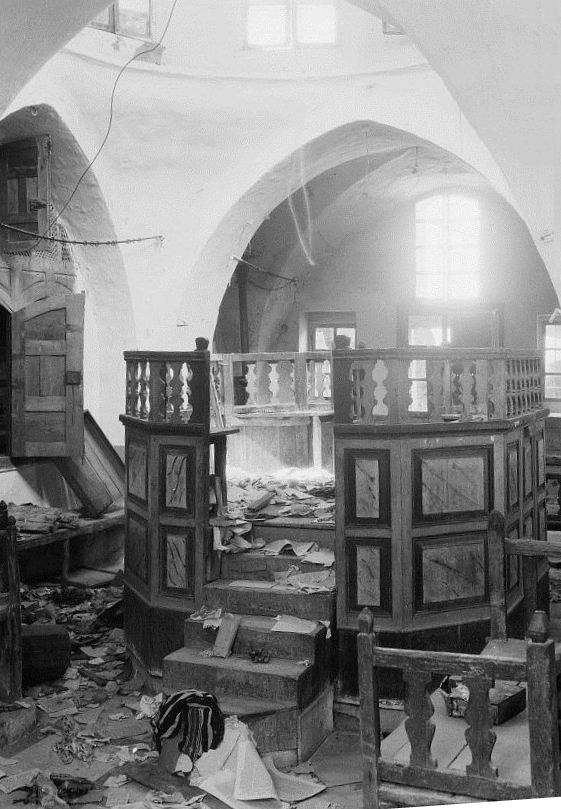
猶太會堂在暴動中被褻瀆

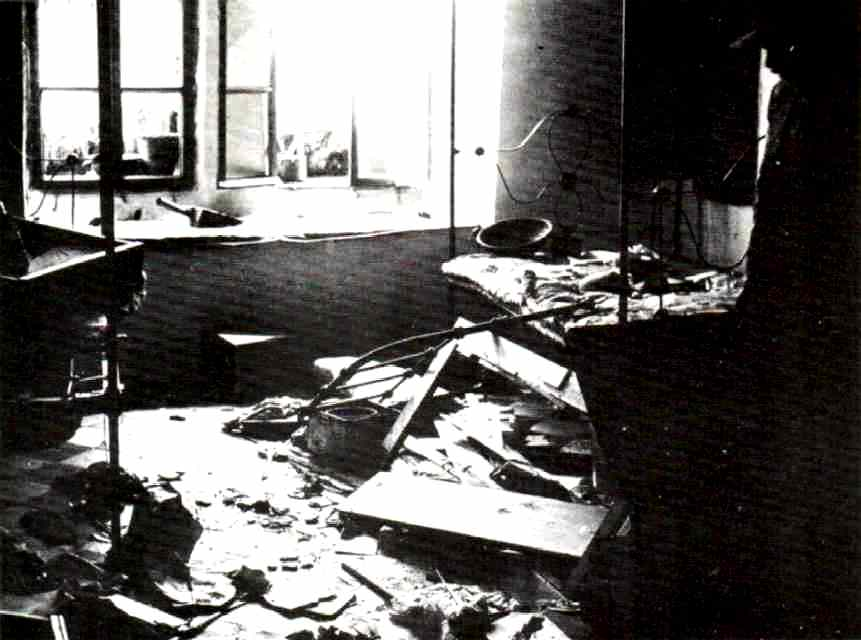
希伯倫的猶太區裡一個被洗劫的房子

這次攻擊伴隨著破壞和掠奪。一個為阿拉伯人提供治療的猶太醫院，遭到襲擊和洗劫。許多猶太會堂被破壞和褻瀆。據一個陳述指出，以金銀裝飾的妥拉捲軸在猶太會堂裡被洗劫一空，一些非常古老的珍貴手稿從拉比猶大畢柏斯圖書館（library of Rabbi Judah Bibas）中被偷走。這個建於1852年的圖書館，被部分破壞及燒毀。一個拉比從起火的會堂中搶救出許多妥拉捲軸，但最後死於嚴重燒傷。

### 阿拉伯人保護猶太人
約有二十幾的阿拉伯家庭將猶太人藏在自己家中。
Aharon Reuven Bernzweig提到，一個名為Haj Eissa El Kourdieh的阿拉伯人堅持要猶太人躲在他家的地窖，一共救了33個猶太人。在地窖裡，他們帶著無比的恐懼等待著風波平息，擔心外面那些殺人兇手會聽到小孩子的哭聲。從地窖裡，他們聽到外面高喊著“今天是獻給穆罕默德的聖日，不殺猶太人的人就是罪人。”暴民叫著囂指責他們庇護猶太人，但一些阿拉伯婦女不畏恐懼，在外站崗對抗暴徒。Yonah Molchadsky在地下室避難的時候生產，她說當暴徒要求阿拉伯人交出他們藏的猶太人，屋主告訴他們“我們已經殺死所有猶太人”，暴徒這才離開。Abu Id Zaitoun一家救了Zmira Mani和其他猶太人，他們讓猶太人躲在地窖，並拿刀抵抗暴民。後來警察安全地護送他們到在Beit Romano的派出所。

### 倖存者
二分之三猶太社區約435位猶太人在這次暴動中存活下來。報導指出生還者大都躲在阿拉伯人的家，約有130位躲在郊區Beit Romano的英國警察派出所。以色列歷史學家班尼莫利斯對阿拉伯家庭的保護是大多數猶太人生還的主因這點表示異議，他寫著：“事實上，大多數人能生還是因為英國警方的介入，而且猶太人一直奮力抵抗攻擊。但阿拉伯人的確救了幾個家庭。”
在秩序恢復後，上百個猶太人聚集在英國派出所長達三天，沒有水、食物也被禁止打電話。後來，所有的倖存者被疏散到耶路撒冷。

## 屠殺之後

### 傷亡人數
一共有67位猶太人和9位阿拉伯人死亡。喪生的67位猶太人中，59位在暴亂中死亡，8位傷重不治。其中包含了十幾個婦女和3個5歲以下的孩子。51名猶太罹難者是出生于巴勒斯坦以外的移民。24位罹難者是希伯倫神學院的學生。57罹難者的遺體被集體葬在阿拉伯的墳墓，沒有舉行猶太教的葬禮。大多數被殺害的是阿什肯納茲猶太人，12人是塞法迪猶太人。傷者有58位，49位重傷，17位輕傷，其中包括許多婦女及小孩。希伯倫的猶太人寫信給高級指揮官，描述這次事件中猶太人受到的虐待、肢解和強暴。大屠殺後18天，猶太領袖要求將屍體挖出來相驗，確認是否有故意肢解的狀況。但在20具屍體已被挖出又重新安葬之後，他們決定停止調查，屍體在下葬前已經暴露兩天，要確定他們在大屠殺期間或之後被肢解幾乎是不可能的了。

### 反應措施

#### 調查
英國當局成立調查委員會Shaw Commission來調查1929年巴勒斯坦暴動。以下是它對希伯倫大屠殺的描述：
"8月24日上午大約9點鐘，阿拉伯人對希伯倫猶太區進行猛烈攻擊，猶太區外的猶太人居所也被包圍。超過60位猶太人罹難，50人以上受傷，其中不乏婦女與小孩。這次攻擊還有蓄意破壞和掠奪，稱他們為野蠻人也不為過。猶太會堂被褻瀆，為阿拉伯人提供治療的猶太醫院也遭攻擊和洗劫。而警司卡拉費塔展現了過人的勇氣，一個英國警官防止這場暴動演變成更大規模的猶太人屠殺。"
11月7日調查委員會在耶路撒冷舉行，警司卡費拉塔出席作證。根據泰晤士報的報導，卡費拉塔在調查委員會上表示，“在英國的支援警力到來之前，要保護醫院裡的猶太人和肅靜街道是不可能的，因為他是人口2萬的希伯倫城裡唯一一個英國警官”。
9月1日，Sir John Chancellor譴責：
“這些嗜血的惡人犯下的殘酷暴行……殺害手無寸鐵的猶太人……這是無法言喻的野蠻行為。”

#### 審判和定罪
Sheik Taleb Markah被指控為希伯倫屠殺事件的主要策劃者之一。判決時，法官表示證據無法證明被告指使阿拉伯人謀殺希伯倫的猶太人，但能證明他曾策使攻擊耶路撒冷的猶太人。他被判處罰金與兩年徒刑。在拉比雅各斯洛寧（Rabbi Jacob Slonim）的家殺死24個猶太人的4個阿拉伯人，其中2位被判處死刑。
共有195阿拉伯人和34位猶太人因為1929年的巴勒斯坦暴動被判有罪。17個阿拉伯人和2個猶太人被處絞刑，但這些人後來被改判徒刑，不過已經有3個阿拉伯人被處決。22個阿拉伯村莊和城市社區被處以鉅額罰款。希伯倫徵收的罰款為14,000英鎊。失去家人或財產的倖存者一共獲得約200,000鎊賠償。

### 猶太社區的沒落
一些希伯倫的阿拉伯人，包括商會主席 Ahmad Rashid al-Hirbawi，希望猶太人能回來。想回去希伯倫的猶太人向猶太事務局爭取更多資金，但事務局不同意重建猶太人與阿拉伯人混住的社區，而希望在希伯倫建立一個純猶太區。
1931年春天，160位猶太人隨著拉比 Chaim Bagaio 回到希伯倫，在1936年動亂時，為了以防萬一，他們再次離開了，只剩已在此定居八代的牧場主人 Yaakov Ben Shalomn Ezra 一家沒有走。不過在1947年，也就是1948年第一次中東戰爭前夕，牧場主人一家還是不得不撤離 。

#### 神學院遷到耶路撒冷
大屠殺後，希伯倫神學院遷往耶路撒冷。

### 1967年後猶太人重新返回希伯倫
在1967年六日戰爭時， 以色列拿下約旦河西岸地區後佔領了希伯倫。居民擔心以色列士兵會報復1929年的事件，所以他們舉白旗投降並交出武器。隨後，以色列在希伯倫建立定居點，並成立希伯倫猶太社區委員會做為市政機構。今天，約有500-800名以色列人住在希伯倫舊城區，大多數猶太人不住在市區，而是附近的小鎮Kiryat Arba。20％的希伯倫歸以色列控制，以色列軍方負責保護居民，剩下的為巴勒斯坦國控制。
一些倖存者的後代表示，若阿拉伯人和猶太人能和平共處，他們仍希望能回到當年的家。1996年，包括7個斯洛寧家族成員的37位前希伯倫猶太人後代，發表聲明來否認新希伯倫猶太人。他們寫到，“這些新住民用著外來者的生活方式在此生活，完全無視於舊希伯倫猶太人花了幾世代創造的文化、和平還有在這城市中對不同人及信仰的了解。”其他倖存者及後代則支持希伯倫的新猶太社區。

## 1999年的紀錄片
一位倖存者的女兒Noit Gevas，發現她的祖母Zemira Mani（希伯倫的塞法迪猶太人首席拉比Eliyahu Mani的女兒）寫了一篇描述大屠殺的文章，並在1929年刊登於《国土报》。Gevas與她的丈夫從Sefer Hebron（"希伯倫之書"）的名單找到13位倖存者來做見證，並於1999年Gevas發表紀錄片。本來他們只打算記錄一個阿拉伯家庭如何從其他阿拉伯人手中救了Gevas母親的故事，但最後這部紀錄片也成了對大屠殺暴行的描述。這些倖存者（其中大部分已不住在以色列）有些已選擇原諒，有些仍無法忘記傷痛。
在《我在希伯倫看到的》（What I Saw in Hebron）影片中，倖存者（現在已經很老了）說大屠殺前的希伯倫是被葡萄園環繞的天堂，賽法迪猶太人和阿拉伯人像在田園般愜意的和平共存。他們對已經在當地立足的阿什肯納茲猶太人也非常友善，直到耶路撒冷穆夫提的追隨者和阿拉伯人的穆斯林-基督徒協會地方分會挑起阿拉伯人的憤怒情緒。
Gevas的父親說，他的阿姨曾告訴他，從農村湧進的阿拉伯人基本上只想殺新來的阿什肯納茲猶太人。阿姨還說有一個與別不同的猶太社區，居民戴streimel；他們不像已在此扎根的塞法迪猶太人，塞法迪猶太人講阿拉伯語也打扮的像阿拉伯人。
Mani一家是被阿拉伯鄰居Abu 'Id Zeitun所救，Abu 'Id Zeitun說當年他讓猶太人躲藏的是他爸爸的家，現在這個房子已經被以色列國防軍沒收，變成幼稚園。

## 结果
此次屠杀事件以及之后的数起暴动导致了犹太人准军事组织哈加纳的兴起，后演变为以色列国防军。

### 引用
1. ↑  Segev, Tom (2000) p. 319
2. ↑  . BBC.   [2012-04-17]. （原始内容存档于2009-03-04）.
3. ↑  Great Britain, 1930: Report of the Commission on the disturbances of August 1929, Command paper 3530 (Shaw Commission report), p. 65.
4. ↑  Newberg, Eric Nelson. . Proquest LLC. 2008: 265. ISBN 0549517383.
5. ↑  Kotzin, Daniel P. . Syracuse University Press. 2010: 222. ISBN 0815651090.
6. ↑  Levin, Marlin. . Gefen Publishing House Ltd. 2002: 116. ISBN 9652293008.
7. ↑  Armstrong, Karen. . Random House Digital, Inc. 2001: 101. ISBN 0385721404.
8. ↑  Armstrong, Karen. . Random House Digital, Inc. 2011: 382. ISBN 0307798593.
9. ↑  Ross, Stewart. . Evans Brothers. 2004: 22. ISBN 0237525852.
10. 1 2 3 4 5  Laurens 2002，第174頁
11. ↑  Segev, Tom (2000) p. 318...A few dozen Jews lived deep within Hebron, in a kind of ghetto where there were also several synagogues. But the majority lived on the outskirts, along the roads to Be'ersheba and Jerusalem, renting homes owned by Arabs, a number of which were built for the express purpose of housing Jewish tenants.
12. 1 2 3 4 5 6 7 8 9  Segev, Tom. . Metropolitan Books. 2000: 314–327. ISBN 0-8050-4848-0.
13. 1 2  . The Jewish community of Hebron. 2021-08-16  [2024-08-31]. （原始内容存档于2024-08-31） （英语）.
14. ↑  Michelle Campos, 'Remembering Jewish-Arab Contact and Conflict,' in Sandra Marlene Sufian, Mark LeVine, (eds.) Reapproaching Borders: New Perspectives on the Study of Israel-Palestine, Rowman & Littlefield 2007 pp.41-65 pp.55-56.
15. ↑  Segev, p. 298.
16. ↑  Henry Laurens, La Question de Palestine, Fayard, Paris, vol.2 2002 p.174
17. ↑  'Hebron had, until this time, been outwardly peaceful, although tension hid below the surface. The Sephardi Jewish community in Hebron had lived quietly with its Arab neighbors for centuries.' Shira Schoenberg ‘The Hebron Massacre of 1929,’ Jewish Virtual Library （页面存档备份，存于）
18. ↑  John Bowyer Bell, Terror Out of Zion, （页面存档备份，存于） (1976) Transaction Publishers 2nd ed. 2009 p.3.
19. ↑  Levi-Faur, Sheffer and Vogel, 1999, p. 216.
20. ↑  Sicker, 2000, p. 80.
21. ↑  Report of the Commission on the Palestine Disturbances of August 1929, Command paper Cmd. 3530
22. ↑  Gilbert, Martin. . . London: Board of Deputies of British Jews. 1977: 79. ISBN 0-905648-04-8.
23. ↑  J.Bowyer Bell, Terror out of Zion: The Fight for Israeli Independence, （页面存档备份，存于） Transaction ed.Prologue p.1 name
24. ↑  Laurens 2002，第172頁
25. ↑  Charles Smith, "Communal conflict and insurrection in Palestine, 1936–1948," in David Anderson, David Killingray (eds.) Policing and Decolonisation: Politics, Nationalism, and the Police, 1917–65, Manchester University Press, 1992 pp. 62–83, p. 79.
26. ↑  Baruch Katinke.  [From then until now]. קרית ספר. 1961: 271  [2015-03-23]. （原始内容存档于2019-05-17） （希伯来语）. and testimony （页面存档备份，存于） in the Haganah archives
27. ↑  Laurens, 2002 & p_174
28. 1 2  Michelle Campos, "Remembering Jewish-Arab Contact and Conflict", in Sandra Marlene Sufian, Mark LeVine, (eds.) Reapproaching Borders: New Perspectives on the Study of Israel-Palestine, Rowman & Littlefield 2007 pp.41-65, pp55-56
29. ↑  The Hebron Massacre of 1929 （页面存档备份，存于） by Shira Schoenberg (Jewish Virtual Library)
30. ↑  Morris 2001，第114頁
31. ↑  一些生還者作供稱超過一名希伯倫的阿拉伯人警察參與暴亂。[來源請求]
32. ↑  Jewish Telegraphic Agency & 1929/09/01
33. 1 2  . March 1930: 64.
34. ↑  Zeitlin 1956，第72頁
35. ↑  Adler 1952，第142頁
36. ↑  Rubinstein 2000，第113頁
37. ↑  The original lists underwritten by rabbis Meir and Slonim attested to 19 rescuer families, which is believed to underestimate the number. Modern historical figures vary. David T.Zabecki,  'The Hebron Massacre' （页面存档备份，存于） at Spencer C. Tucker, Priscilla Mary Roberts (eds.) The Encyclopedia of the Arab-Israeli Conflict: A Political, Social, and Military History , ABC-CLIO 2008 p.437 gives the figure of 28 families who saved their Jewish neighbours.
38. 1 2 3  .   [2015-03-24]. （原始内容存档于2020-12-12）.
39. ↑  Haaretz. Survivor of 1929 Hebron Massacre recounts her ordeal by Eli Ashkenazi （页面存档备份，存于）. Last accessed: 12 August 2009/
40. ↑  Zmira Mani (later renamed Zmira Meshorer), "What I saw in Hebron" ("ma shera'iti beħevron"), Haaretz, Sep 12, 1929, reprinted in: Knaz, Yehoshua (ed.) (1996).Haaretz - the 75th Year, Schocken Publishing, Jerusalem and Tel Aviv, pp. 33–34 (in Hebrew).
41. ↑  Morris, Benny: One State, Two States: Resolving The Israeli–Palestinian Conflict (2009)
42. ↑  Segev (2000), p.324.
43. ↑  Segev (2000), p. 324.
44. ↑  Jewish Telegraphic Agency & September 12, 1929
45. ↑  Jewish Telegraphic Agency & September 13, 1929
46. ↑  Tom Segev (2000) p. 330. The Department of Health report to the Shaw Commission said: "A complete post mortem record of the cause of death in the case of the killed was not obtainable at the time, in view of the large number of wounded that had to be dealt with by the limited medical staff. As a result of external inspection by the Senior Medical Officer and British Police Officer no mutilation of bodies was observed. A subsequent exhumation demanded by the Jewish authorities with the object of proving or disproving deliberate mutilation took place on September 11th. Twenty bodies were exhumed and examined by a specially appointed Committee consisting of the Government Pathologist, Dr. G. Stuart, and two non-official British doctors, Dr. Orr Ewing and Dr. Strathearn. The representatives of the Jewish authorities asked that the remaining bodies not be exhumed. The alleged mutilation of bodies was not confirmed by the Committee." Minutes of Evidence, Exhibit 17 (page 1031).
47. ↑  "The Hebron Tragedy. Mr. Cafferata's Evidence", From Our Correspondent. The Times, Friday, November 8, 1929; pg. 13; Issue 45355; col D.
48. ↑  Jewish Telegraphic Agency & October 25, 1929
49. 1 2  . The Palestine Bulletin. 1929-10-25.
50. ↑  Jewish Telegraphic Agency & May 18, 1930
51. 1 2 3  Report by his Majesty's Government...to the Council of the League of Nations on the Administration of Palestine and Trans-Jordan for the year 1930. Sections 9–13.
52. ↑  Palestine Post, Dec 15, 1932
53. ↑  'The Tangled Truth' The New Republic, by Benny Morris, May 7, 2008, book review of Hillel Cohen's (2008) Army of Shadows: Palestinian Collaboration with Zionism, 1917-1948 Translated by Haim Watzman University of California Press, ISBN 0-520-25221-7
54. ↑  Michelle Campos, "Remembering Jewish-Arab Contact and Conflict", in Sandra Marlene Sufian, Mark LeVine, (eds.) Reapproaching Borders: New Perspectives on the Study of Israel-Palestine, Rowman & Littlefield 2007 pp. 41-65 p. 56.
55. ↑  Tom Segev (2000) p. 347
56. ↑  Oren, Michael (2002): Six Days of War: June 1967 and the making of the modern Middle East
57. ↑  . Journal of Palestine Studies. 1997, 26 (3): 159–160. These settlers are alien to the way of life of the Hebron Jews, who created over the generations a culture of peace and understanding between peoples and faiths in the city.
58. ↑  "Hebron Jews' offspring divided over city's fate" （页面存档备份，存于） Jerusalem Post. Verified 27 Apr 2008.
59. ↑  "What I Saw in Hebron" （页面存档备份，存于）, The National Center for Jewish Film, Israel, 1999, 73 min, color, Hebrew & Arabic w/ English subtitles. Verified 27 April 2008.
60. 1 2  Hebron Diary （页面存档备份，存于）, Neri Livneh, Haaretz, 9 July 1999

## 外部連結
- The Hebron Massacre of 1929 – Zionism-Israel.com（页面存档备份，存于）
- The Hebron Massacre of 1929 – Jewish Virtual Library（页面存档备份，存于）
- – Eyewitness accounts
- Photos of the massacre and survivors
- Photos of some of the victims
- A Window on the Massacre（页面存档备份，存于）
- 92 year old Palestinian woman interviewed about the massacre（页面存档备份，存于）
- Hebron Old Cemetery website with the names of the 1929 pogrom victims（页面存档备份，存于）